# Pedro José de Arteta
Pedro José de Arteta y Calisto (né à Quito en 1797 et mort dans la même ville le 5 mai 1873) est un homme d'État et juriste équatorien.
Il a été vice-président du pays de 1867 à 1869 et a brièvement assumé les fonctions de chef de l'exécutif de l'Équateur du 6 novembre 1867 au 20 janvier 1868. Entre le 1er janvier et le 31 décembre 1825, il a été président du conseil municipal de Quito.

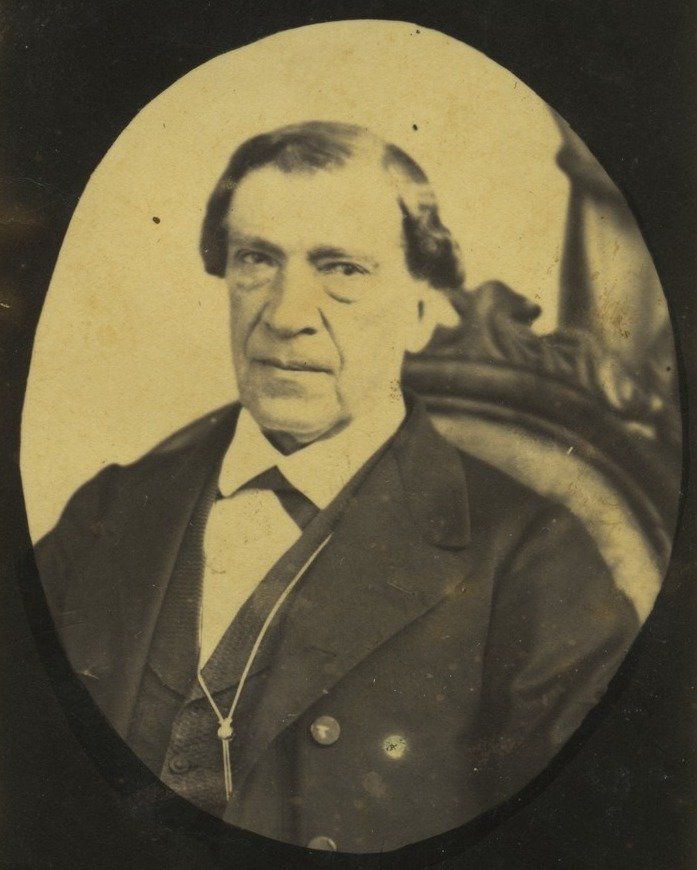
Pedro José de Arteta y Calisto.

## Biographie
Pedro José de Arteta est le frère de Nicolás Joaquín de Arteta y Calisto, le premier archevêque de Quito (le premier évêque est Ignacio de Chiriboga y Luna).

### Président du conseil municipal de Quito
Pendant son mandat en tant que président du conseil municipal de Quito en 1825, Pedro José de Arteta a ordonné le pavage des rues principales et l'embellissement uniforme des façades des maisons avec de la peinture de couleur ocre pour accueillir Simón Bolívar. Les aménagements ont également été poursuivis au parc La Alameda, les ponts d'accès à la ville ont été réparés, des lampadaires ont été acquis et installés pour éclairer les nuits, et des démarches ont été entreprises pour ériger une pyramide commémorative à l'endroit où s'était déroulée la bataille de Pichincha.

### Responsable de l'exécutif de l'Équateur (1867-1868)
Pedro José de Arteta a été élu vice-président aux côtés de Jerónimo Carrión en 1867 et a assumé la fonction exécutive lorsque Jerónimo Carrión a démissionné le 6 novembre 1867. Dans cette position, il a convoqué de nouvelles élections présidentielles pour achever le mandat constitutionnel de Jerónimo Carrión, qui devait se terminer en 1869.
Il est resté vice-président sous le nouveau président élu, Juan Javier Espinosa, jusqu'au coup d'État de Gabriel García Moreno le 16 janvier 1869.

## Honneurs
En son honneur, son nom a été donné à une rue résidentielle nord-sud traversant le quartier 23 de Junio, dans la paroisse de Cotocollao, à l'extrême nord-ouest de la ville de Quito.